# 19-й гвардейский истребительный авиационный полк
19-й гвардейский истребительный авиационный полк — воинская часть ВВС СССР в Великой Отечественной войне.

## История
Сформирован 4 апреля 1942 года путём преобразования 145-го истребительного авиационного полка.
В составе действующей армии с 4 апреля 1942 по 13 января 1945 года.
На момент формирования полка на вооружении состояли самолёты P-40 «Томахаук», а в апреле — мае 1942 года были получены самолёты Р-40 «Киттихаук» и P-39 «Аэрокобра».
Непосредственно по формировании полк был переброшен в полосу действий 19-й армии, к 19 апреля 1942 года выведен из боёв и переброшен на аэродром Африканда, где получил новые самолёты P-39 «Аэрокобра», при этом сборка самолётов производилась непосредственно техниками полка. Полк стал в советских ВВС, получившим Аэрокобры.
15 мая 1942 года полк вернулся на фронт, на аэродром Шонгуй, насчитывая 22 лётчика, на вооружении находилось 16 истребителей P-39 «Аэрокобра I» сведённых в 2 эскадрильи и 10 Р-40Е — 1 эскадрилья. Вечером того же дня лётчики полка совершили боевой вылет, в котором четвёрка «Аэрокобр» перехватила над озером Тулп-Явр группу из 12 истребителей Bf.109 и 8 двухмоторных Bf.110. В воздушном бою лётчики полка сбили два самолёта противника, одержав первые победы на «Аэрокобрах» в советских ВВС. 9 сентября 1942 года лётчик полка Ефим Кривошеев впервые таранил на «Аэрокобре» немецкий самолёт.
Базируясь на аэродроме Шонгуй в районе посёлок Килп-Явр 1942—1943 годах прикрывал Мурманск и Кировскую железную дорогу, летом 1943 года перебазировался на участок Лоухи — Кандалакша. С 22 июня 1941 по 31 декабря 1943 года. 19-й гв. ИАП, по советским данным, сбил не менее 168 немецких самолётов (в том числе 114 Bf.109), потеряв за этот период 86 самолётов всех типов, включая не менее 16 P-40Е и 46 лётчиков. В конце 1943 года полк полностью перевооружился на P-39N и Р-39Q.
Во время Петсамо-Киркенесской операции прикрывал наступающие советские войска, штурмовики и бомбардировщики.
По окончании операции базировался в Заполярье, по некоторым сведениям вёл воздушные бои и в январе 1945 года.

## Полное наименование
- 19-й гвардейский истребительный авиационный полк

## Подчинение
| Дата            | Фронт (округ)             | Армия                | Корпус | Дивизия                                             | Примечания |
| --------------- | ------------------------- | -------------------- | ------ | --------------------------------------------------- | ---------- |
| 01.05.1942 года | Карельский фронт          | 19-я армия           | -      | -                                                   | -          |
| 01.06.1942 года | Карельский фронт          | 14-я армия           | -      | -                                                   | -          |
| 01.07.1942 года | Карельский фронт          | 14-я армия           | -      | -                                                   | -          |
| 01.08.1942 года | Карельский фронт          | 14-я армия           | -      | -                                                   | -          |
| 01.09.1942 года | Карельский фронт          | 14-я армия           | -      | -                                                   | -          |
| 01.10.1942 года | Карельский фронт          | 14-я армия           | -      | -                                                   | -          |
| 01.11.1942 года | Карельский фронт          | 14-я армия           | -      | -                                                   | -          |
| 01.12.1942 года | Карельский фронт          | 7-я воздушная армия  | -      | 258-я истребительная авиационная дивизия            | -          |
| 01.01.1943 года | Карельский фронт          | 7-я воздушная армия  | -      | 258-я истребительная авиационная дивизия            | -          |
| 01.02.1943 года | Карельский фронт          | 7-я воздушная армия  | -      | 258-я истребительная авиационная дивизия            | -          |
| 01.03.1943 года | Карельский фронт          | 7-я воздушная армия  | -      | 258-я смешанная авиационная дивизия                 | -          |
| 01.04.1943 года | Карельский фронт          | 7-я воздушная армия  | -      | 258-я смешанная авиационная дивизия                 | -          |
| 01.05.1943 года | Карельский фронт          | 7-я воздушная армия  | -      | 258-я смешанная авиационная дивизия                 | -          |
| 01.06.1943 года | Карельский фронт          | 7-я воздушная армия  | -      | 258-я смешанная авиационная дивизия                 | -          |
| 01.07.1943 года | Карельский фронт          | 7-я воздушная армия  | -      | 258-я смешанная авиационная дивизия                 | -          |
| 01.08.1943 года | Карельский фронт          | 7-я воздушная армия  | -      | 258-я смешанная авиационная дивизия                 | -          |
| 01.09.1943 года | Карельский фронт          | 7-я воздушная армия  | -      | 1-я гвардейская смешанная авиационная дивизия       | -          |
| 01.10.1943 года | Карельский фронт          | 7-я воздушная армия  | -      | 1-я гвардейская смешанная авиационная дивизия       | -          |
| 01.11.1943 года | Карельский фронт          | 7-я воздушная армия  | -      | 1-я гвардейская смешанная авиационная дивизия       | -          |
| 01.12.1943 года | Карельский фронт          | 7-я воздушная армия  | -      | 1-я гвардейская смешанная авиационная дивизия       | -          |
| 01.01.1944 года | Карельский фронт          | 7-я воздушная армия  | -      | 1-я гвардейская смешанная авиационная дивизия       | -          |
| 01.02.1944 года | Карельский фронт          | 7-я воздушная армия  | -      | 1-я гвардейская смешанная авиационная дивизия       | -          |
| 01.03.1944 года | Карельский фронт          | 7-я воздушная армия  | -      | 1-я гвардейская смешанная авиационная дивизия       | -          |
| 01.04.1944 года | Карельский фронт          | 7-я воздушная армия  | -      | 1-я гвардейская смешанная авиационная дивизия       | -          |
| 01.05.1944 года | Карельский фронт          | 7-я воздушная армия  | -      | 1-я гвардейская смешанная авиационная дивизия       | -          |
| 01.06.1944 года | Карельский фронт          | 7-я воздушная армия  | -      | 1-я гвардейская смешанная авиационная дивизия       | -          |
| 01.07.1944 года | Карельский фронт          | 7-я воздушная армия  | -      | 1-я гвардейская смешанная авиационная дивизия       | -          |
| 01.08.1944 года | Карельский фронт          | 7-я воздушная армия  | -      | 1-я гвардейская смешанная авиационная дивизия       | -          |
| 01.09.1944 года | Карельский фронт          | 7-я воздушная армия  | -      | 1-я гвардейская смешанная авиационная дивизия       | -          |
| 01.10.1944 года | Карельский фронт          | 7-я воздушная армия  | -      | 1-я гвардейская смешанная авиационная дивизия       | -          |
| 01.11.1944 года | Карельский фронт          | 7-я воздушная армия  | -      | 1-я гвардейская смешанная авиационная дивизия       | -          |
| 01.12.1944 года | -                         | 14-я отдельная армия | -      | 16-я гвардейская истребительная авиационная дивизия | -          |
| 01.01.1945 года | -                         | 14-я отдельная армия | -      | 16-я гвардейская истребительная авиационная дивизия | -          |
| 01.02.1945 года | Беломорский военный округ | -                    | -      | 16-я гвардейская истребительная авиационная дивизия | -          |
| 01.03.1945 года | Беломорский военный округ | -                    | -      | 16-я гвардейская истребительная авиационная дивизия | -          |
| 01.04.1945 года | Беломорский военный округ | -                    | -      | 16-я гвардейская истребительная авиационная дивизия | -          |
| 01.05.1945 года | Беломорский военный округ | -                    | -      | 16-я гвардейская истребительная авиационная дивизия | -          |

## Командиры
- Георгий Александрович Рейфшнейдер, гвардии майор, по декабрь 1942 года
- Алексей Ефимович Новожилов, гвардии майор
- Андрей Никанорович Ровнин, гвардии майор, с января 1944
- Кутахов, Павел Степанович, гвардии полковник

## Воины полка
| Награда | Ф. И. О.                        | Должность                                    | Звание                    | Дата награждения | Данные о вылетах | Примечания                                                |
| ------- | ------------------------------- | -------------------------------------------- | ------------------------- | ---------------- | --- | --------------------------------------------------------- |
|         | Бочков, Иван Васильевич         | начальник воздушно — стрелковой службы полка | гвардии капитан           | 01.05.1943       | 308 боевых вылетов, 45 воздушных боёв, лично сбил 7 и в группе 32 самолёта.                                                                                                  | посмертно                                                 |
|         | Гальченко, Леонид Акимович      | командир эскадрильи                          | гвардии майор             | 06.06.1942       | 77 боевых вылетов, в воздушных боях сбил 7 самолётов противника (на момент награждения) всего 410 боевых вылетов, в 90 воздушных боях сбил 24 самолёта лично и 12 в группе   | -                                                         |
|         | Дмитрюк, Григорий Федосеевич    | командир эскадрильи                          | гвардии капитан           | 02.11.1944       | 206 боевых вылетов, 37 воздушных боёв, лично сбил 19 самолётов | -                                                         |
|         | Кутахов, Павел Степанович       | командир авиаэскадрильи                      | гвардии майор             | 01.05.1943       | 367 боевых вылетов, в 79 воздушных боёв, сбил лично 14 и в группе 28 самолётов*                                                                                              | по некоторым данным имеет только 5 лично сбитых самолётов |
|         | Кривошеев, Ефим Автономович     | командир звена                               | гвардии лейтенант         | 22.02.1943       | 96 боевых вылетов, в 29 воздушных боях лично сбил 5 самолётов противника и 15 в группе                                                                                       | посмертно, погиб 09.09.1942, совершив таран               |
|         | Миронов, Виктор Петрович        | командира эскадрильи                         | гвардии старший лейтенант | 06.06.1942       | 127 боевых вылетов, в 25 воздушных боёв, сбил лично 5 самолётов (на момент награждения) 350 боевых вылетов, сбил лично 10 и в групповых боях 15 самолётов (на момент смерти) | погиб 16.02.1943 в авиакатастрофе                         |
|         | Фомченков, Константин Фёдорович | заместитель командира эскадрильи             | гвардии капитан           | 24.08.1943       | 320 боевых вылетов, в 37 воздушных боёв, сбил лично 8 и в группе 26 самолётов                                                                                                | погиб 24.02.1944 совершив огненный таран                  |

## Известные люди, связанные с полком

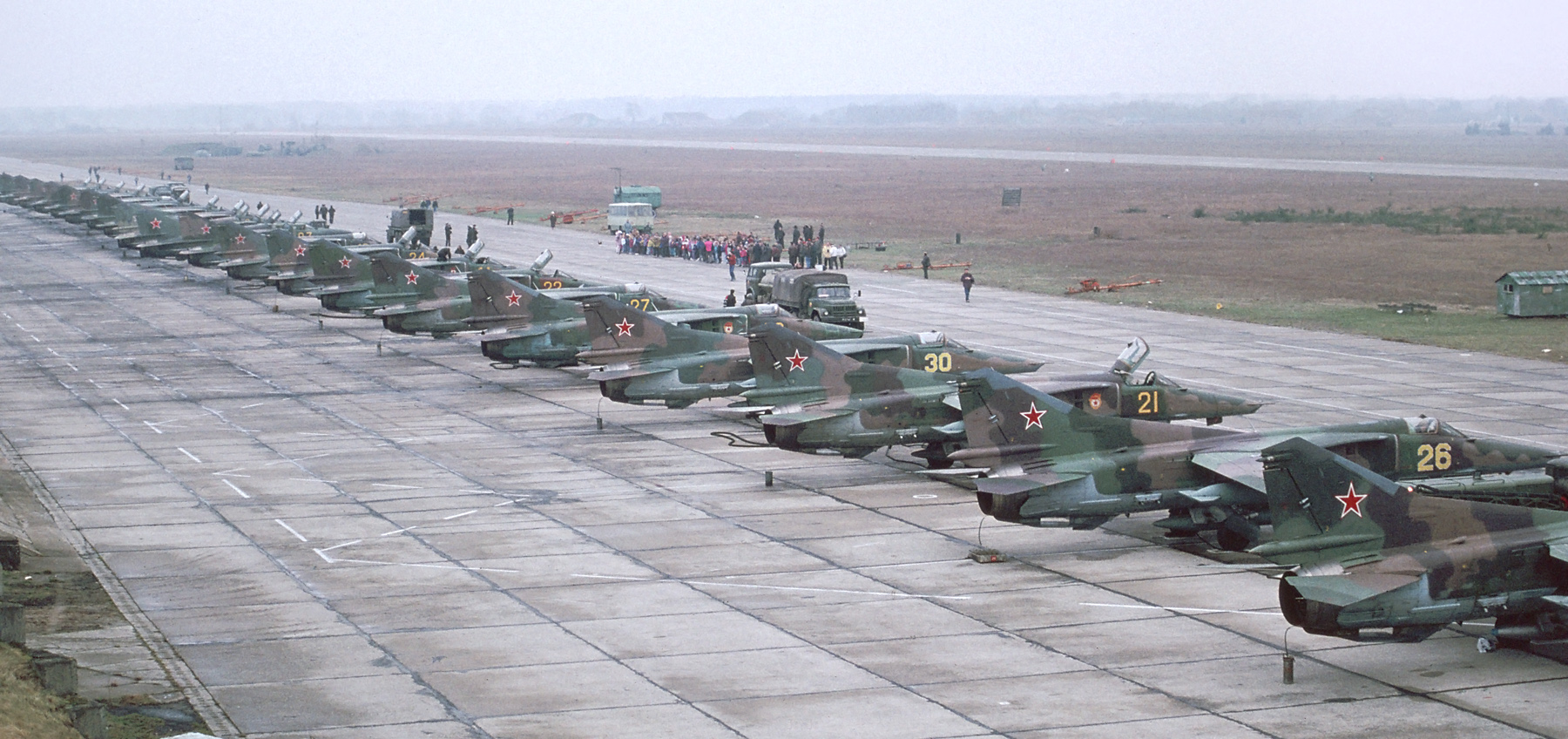
Самолёт полка на аэродроме Лерц, Германия

- Кутахов, Павел Степанович, закончил войну командиром полка, гвардии полковником, впоследствии Главнокомандующий Военно-Воздушными Силами СССР, Главный маршал авиации (1972), заслуженный военный лётчик СССР (1966), Депутат Верховного Совета СССР.

## Память
- Школьный музей в посёлке Килп-Явр

## Благодарности Верховного Главнокомандующего
Воинам полк в составе 1-й гвардейской смешанной авиационной дивизии объявлены благодарности Верховного Главнокомандующего:
- за овладение городом Петсамо (Печенга)[1].
- за освобождение района Никель, Ахмалахти, Сальмиярви[2].
- за овладение городом Киркенес[3].
- за освобождение Печенгской области[4].